# Матюшкин, Алексей Михайлович
Алексе́й Миха́йлович Матю́шкин (20 декабря 1927 — 7 июля 2004) — советский и российский психолог, доктор психологических наук, профессор, академик Российской академии образования.

## Биография
Родился в селе Гривки Салтыковского района Саратовской области. С отличием окончив Коленскую среднюю школу (с. Колено, Салтыковского района Саратовской области), продолжил образование в Васильковской военной авиационной школе механиков. С 1944 г. служил в бомбардировочном авиаполку, принимал участие в Великой Отечественной войне; награждён медалью «За победу над Германией в Великой Отечественной войне 1941—1945 гг.» и последующими юбилейными медалями.
В 1948 г. поступил на отделение психологии философского факультета МГУ имени М. В. Ломоносова, который окончил в 1953 году (в наст. время факультет психологии МГУ). С 1954 по 1958 гг. учился в аспирантуре. Под руководством профессора С. Л. Рубинштейна в 1960 г. защитил диссертацию на соискание ученой степени кандидата педагогических наук (по психологии) «Исследование психологических закономерностей процесса мышления (анализа и обобщения)», в 1973 г. — диссертацию на соискание ученой степени доктора психологических наук «Проблемные ситуации в мышлении и обучении».
С 1978 по 1981 гг. — профессор факультета психологии МГУ. С 1983—1990 гг. директор НИИ общей и педагогической психологии АПН СССР (в настоящее время Психологический институт Российской академии образования (ПИ РАО)). С 1981—1993 гг. — главный редактор журнала «Вопросы психологии». Академик РАО (1990). Член международной ассоциации «Одаренные дети» (Gifted children). С 1994—2004 гг. — заведующий лабораторией психологии одаренности в ПИ РАО.
Под научным руководством А. М. Матюшкина защищено более 20 кандидатских и докторских диссертаций.
Похоронен на Николо-Архангельском кладбище в Подмосковье (участок 13Б).

## Научная деятельность
А. М. Матюшкин изучал творческое мышление; разработал и реализовал теорию и методы проблемного обучения. Сформулировал концепцию творческой одаренности, вернув значимость данной проблемы в постсоветское время.

## Награды и премии
А. М. Матюшкин — лауреат премии Правительства Российской Федерации в области образования (1998 год) за создание и внедрение психолого-педагогической разработки «Одаренные дети: выявление, обучение, развитие» для общеобразовательных учреждений. Награждён медалью К. Д. Ушинского «За заслуги в области педагогических наук» (1998 г.), медалью Г. И. Челпанова «За вклад в развитие психологической науки» (2002 г.).

## Основные публикации
- Психология мышления: Пер. с нем. и англ. /Под ред. и с вступ. статьей А. М. Матюшкина. — М., 1965.
- Актуальные вопросы проблемного обучения. — В кн.: Оконь В. Основы проблемного обучения/Отв. ред. А. М. Матюшкин. — М., 1968.
- Проблемные ситуации в мышлении и обучении. — М., 1972.
- Теоретические вопросы проблемного обучения. — В кн.: Хрестоматия по возрастной и педагогической психологии. Работы советских психологов периода 1946—1980 гг./Под ред. И. И. Ильясова, В. Я. Ляудис. — М., 1981.
- Послесловие и комментарии А. М. Матюшкина к изданию: Л. С. Выготский. Собрание сочинений: В 6-ти томах. Т.3. Проблемы развития психики/Под ред. А. М. Матюшкина. — М., 1983. С. 338—360.
- Концепция творческой одаренности//Вопросы психологии. 1989. № 6.
- Развитие творческой активности школьников/Под ред. А. М. Матюшкина. — М., 1991.
- Интуиция и творчество//Мир психологии. 1996. № 4 (9).
- Психологические предпосылки творческого мышления. (По автобиографическим материалам П. А. Флоренского) //Мир психологии. 2001. № 1 (25).
- Мышление. Обучение. Творчество: Монография. — М., 2003.
- Одаренность и возраст. Развитие творческого потенциала одаренных детей: Учебное пособие/Под. ред. А. М. Матюшкина. — Москва-Воронеж, 2004.
- Что такое одаренность: выявление и развитие одаренных детей. Классические тексты. /Под ред. А. М. Матюшкина, А. А. Матюшкиной. — М., 2008.
- Психология мышления. Мышление как разрешение проблемных ситуаций. 2-е издание — переработанное и дополненное. /Под ред. и с заключительной статьей А. А. Матюшкиной. — М., 2017.